# Herrgårdsparken
Herrgårdsparken är en natur- och konstpark i Köpmanholmen, Örnsköldsviks kommun, och en del av High Coast Art Valley.
1864 anlade Forss AB det första sågverket på nuvarande Kärleksudden i Herrgårdsparken. I närheten av detta anlades en herrgård där verkets disponent bodde och i början av 1900-talet anlades där en park av disponent Gustaf Hedberg. Parken sköttes av en privat trädgårdsmästare och det var förbjudet för allmänheten att besöka parken. Här fanns blommor, grusade gångar och en springbrunn.
Tre generationer Hedberg växte sedan upp i Köpmanholmens herrgård, en av dem den kände konstnären Hans Hedberg (skulptör).
1964 såldes det dåvarande sågbolaget efter en tids motgångar. De sista Hedbergarna lämnade Köpmanholmen 1966 och herrgårdens lösöre auktionerade ut. När herrgården stod tom började området ses som en allmänning, förvildades och utsattes därför för vandalisering och stölder. Ungefär samtidigt började NCB använda parken för att dumpa industriavfall i vattnet utanför Kärleksudden.
Parken invigdes 2014 och har återskapats så nära originalet som möjligt. Idag ger den en känsla av hur det såg ut under 1900-talets första hälft, men här finns idag också fantastiska skulpturer och konstverk. I hela parken finns även historien om sågverksindustrin, herrgården och parken presenterad i text och bild.